# أسامة الخريجي
أسامة الخريجي (تونس, 3 يوليو 1970-) وزير الفلاحة والصيد البحري والموارد المائية في تونس، منذ 19 فبراير 2020م في حكومة إلياس الفخفاخ.

## سيرته
ولد أسامة الخريجي، في تونس بتاريخ 3 يوليو 1970م، حاصل على شهادة في هندسة الإنتاج النباتي، من المعهد الوطني للعلوم الفلاحية في تونس سنة 1995، ثم واصل مرحلة الاختصاص، في التحسين الوراثي للنباتات سنة 1999م.. وهو متزوج ولديه 3 أبناء.

## مسيرته المهنية
بدأ مسيرته المهنية، مهندسًا في الاتحاد التونسي للفلاحة والصيد البحري، حيث بدأ عمله بوزارة الفلاحة عام 2001م، مهندسًا في اختصاص زراعات كبرى في المندوبية الجهوية للتنمية الفلاحية بزغوان، ثم انتقل للعمل بالإدارة العامة للإنتاج الفلاحي مكلفاً بقطاع الحبوب.
شغل منذ عام 2013 مديرًا عامًا للمعهد الوطني للزراعات الكبرى، وشغل منصب عميد المهندسين التونسيين منذ عام 2015، وانتخب رئيسًا لاتحاد المهندسين الزراعيين العرب في 2016، كما انتخب رئيسًا للهيئة الدولية للدفاع عن النقابيين المهنيين الفلسطينيين.